# Lido Manetti
Lido Manetti, noto anche con lo pseudonimo di Arnold Kent (Querceto, 21 gennaio 1899 – Hollywood, 29 settembre 1928), è stato un attore cinematografico italiano attivo all'epoca del muto.

## Biografia
Originario della provincia di Firenze, restò ben presto orfano del padre e dovette occuparsi economicamente della famiglia. Studiò ingegneria a Torino e in seguito si trasferì a Roma con l'intento di far carriera in un ramo tecnico di qualche ministero.. Nella capitale venne scoperto dal regista cinematografico Camillo De Riso, che lo fece scritturare alla casa di produzione Caesar Film, per la quale lavorava, e gli affidò una piccola parte nel film La principessa (1917), che aveva come protagonista l'attrice Leda Gys.
Il suo esordio come attore protagonista avvenne nella pellicola Malia (1917), dove protagonista femminile era l'attrice Francesca Bertini. Questo film segnò per Manetti l'inizio di una brillante carriera cinematografica che gli fece guadagnare notorietà e lo rese uno dei maggiori attori del cinema italiano dei primi anni venti; affermatosi come divo cinematografico, nei film che girò fu accanto alle maggiori attrici dell'epoca, quali Italia Almirante Manzini, Maria e Diomira Jacobini, Linda Pini, Carmen Boni, Rina De Liguoro. In seguito fu scritturato da altre importanti case cinematografiche italiane, come la Tiber Film, l'Itala Film e la Fert.
La crisi economica e produttiva che colpì l'industria cinematografica italiana dopo la prima guerra mondiale, spinse numerosi artisti e maestranze ad emigrare all'estero, e tra costoro vi fu pure Manetti, che nel 1925 emigrò negli Stati Uniti. Dopo un iniziale periodo di miseria a New York, approdò alla Universal Pictures, che lo scritturò per qualche film ma in seguito lo liberò poiché ritenuto "non cinematografabile"; scartato dunque dalla Universal, si rivolse alla Paramount Pictures, sostenendo un provino che convinse gli esperti della major americana. Una volta assunto dalla Paramount, adottò lo pseudonimo Arnold Kent per non suonare troppo straniero agli occhi del pubblico statunitense, pur ottenendo di poter utilizzare il suo vero nome nelle edizioni italiane dei film da lui interpretati. Il suo primo film alla Paramount fu Il signore della notte (1927), che vedeva Adolphe Menjou e Virginia Valli come protagonisti.
La sua carriera da attore andava così riprendendosi e lo vide interprete in ruoli da comprimario o da antagonista accanto alle maggiori dive di Hollywood: Clara Bow, Pola Negri, Florence Vidor, Louise Brooks e Norma Talmadge. Il suo nuovo successo di attore nel cinema d'oltreoceano fu enorme ma breve e si interruppe poco tempo dopo: il 29 settembre 1928, mentre passeggiava in una strada di Hollywood, venne travolto da un'auto in corsa. Nell'incidente, Manetti riportò ferite gravissime che lo portarono alla morte a soli 29 anni. Al momento della sua morte, Manetti stava girando il film Le quattro piume, diretto da Merian C. Cooper e interpretato da Richard Arlen e Fay Wray; il suo ruolo venne poi affidato a William Powell, che dovette girare le stesse scene in cui era stato impegnato l'attore fiorentino.
Sulla morte di Lido Manetti, il noto regista Sergio Leone, figlio del regista Roberto Roberti che nel 1925 lo diresse nel film Fra Diavolo, in un'intervista da lui rilasciata nel 1984, dichiarò che non si trattò di una morte accidentale, bensì di un omicidio pianificato i cui mandanti farebbero parte dello stesso ambiente hollywoodiano dell'epoca.

## Filmografia
- La principessa , regia di Camillo De Riso (1917)
- Il processo Clémenceau, regia di Alfredo De Antoni (1917)
- Malia, regia di Alfredo De Antoni (1917)
- La passeggera, regia di Gero Zambuto (1918)
- P. L. M. ossia L'assassinio della Paris-Lyon-Mediterranée, regia di Eduardo Bencivenga (1918)
- La fine di un vile, regia di Augusto Genina (1918)
- Femmina - Femina, regia di Augusto Genina (1918)
- Addio giovinezza!, regia di Augusto Genina (1918)
- Il bacio di Dorina, regia di Giulio Antamoro (1919)
- La signora delle rose, regia di Diana Karenne (1919)
- La fiamma e la cenere, regia di Giulio Antamoro (1919)
- Il fantasma senza nome, regia di Alfredo Robert (1919)
- L'erma bifronte, regia di Alberto Carlo Lolli (1920)
- L'avvoltoio, regia di Alberto Carlo Lolli (1920)
- I due volti di Nunù, regia di Alfredo De Antoni (1920)
- Brividi, regia di Mario Gargiulo (1920)
- Figuretta, regia di Luigi Maggi (1920)
- Primavera, regia di Licurgo Tioli (1921)
- Amore rosso, regia di Gennaro Righelli (1921)
- La preda , regia di Guglielmo Zorzi (1921)
- La statua di carne, regia di Mario Almirante (1921)
- Il richiamo, regia di Gennaro Righelli (1921)
- Addio Musetto, regia di Gennaro Righelli (1921)
- La maschera del male, regia di Mario Almirante (1922)
- La rosa di Fortunio, regia di Luciano Doria (1922)
- L'incognita, regia di Gennaro Righelli (1922)
- La locanda delle ombre, regia di Baldassarre Negroni (1923)
- La casa degli scapoli, regia di Amleto Palermi (1923)
- Brinneso, regia di Ubaldo Maria Del Colle (1923)
- La leggenda delle Dolomiti, regia di Guglielmo Zorzi (1923)
- Povere bimbe, regia di Giovanni Pastrone (1923)
- Il riscatto, regia di Guglielmo Zorzi (1924)
- Quo vadis?, regia di Gabriellino D'Annunzio e Georg Jacoby (1925)
- La via del peccato, regia di Amleto Palermi (1925)
- Il focolare spento, regia di Augusto Genina (1925)
- Fra Diavolo, regia di Mario Gargiulo e Roberto Roberti (1925)
- La bocca chiusa, regia di Guglielmo Zorzi (1925)
- Maciste contro lo sceicco, regia di Mario Camerini (1926)
- The Love Thief, regia di John McDermott (1926)
- L'ultimo Lord, regia di Augusto Genina (1926)
- Il signore della notte (Evening Clothes), regia di Luther Reed (1927)
- Il mondo ai suoi piedi (The World at Her Feet), regia di Luther Reed (1927)
- L'accusata (The Woman on Trial), regia di Mauritz Stiller (1927)
- Lo sciabolatore del Sahara (Beau Sabreur), regia di John Waters (1928)
- Ladro suo malgrado (Easy Come, Easy Go), regia di Frank Tuttle (1928)
- La donna contesa (The Woman Disputed), regia di Henry King e Sam Taylor (1928)